# Raju Gaikwad
Raju Gaikwad (Mumbai, 25 settembre 1990) è un calciatore indiano, difensore svincolato.

## Palmarès

### Club

#### Competizioni nazionali
- Coppa della Federazione indiana: 2

East Bengal: 2012
Mohun Bagan: 2016
- I-League 3rd Division: 1

Diamond Harbour: 2024-2025